# A.C. Cattolica Calcio
Associazione Calcio Cattolica Calcio là một câu lạc bộ bóng đá Ý có trụ sở tại Cattolica, Emilia-Romagna. Màu sắc của nó là sọc đỏ vàng.